# Tabódy Jenő
Tabódi és fekésházi Tabódy Jenő (Budaháza, 1839. május 16. – Ungvár, 1898. július 10.) királyi tanácsos, megyei főjegyző, szolgabíró.

## Életútja
Tabódy Pál és Csathó Karolin fiaként született. Középiskoláit Ungvárt, Sátoraljaújhelyt és Pesten, a jogot a pesti egyetemen 1861-ben végezte. A dobóruszkai járásban (Ung megye) mint esküdt 1869-től 1871 végéig működött; 1874. márciusban a perecsényi járás szolgabírájának választatott; 1877-től 1883-ig a kaposi járás szolgabírája volt. 1887. február 26-án Ung vármegye főjegyzőjévé választatott. Az ungvári Fillérbank takarék és hitelszövetkezet alapítója és első elnöke volt, arcképét 1901-ben leplezték le az intézmény új helyiségében.
Szerkesztette az Ung c. politikai hetilapot 1892-től haláláig. Ő irta meg Ung vármegyét a Pallas nagy lexikonában. 

## Munkái
- Ung vármegye 1867-1892. Ungvár, 1892.
- Ungvármegye szabályrendeletei, 1894.